# Walter Mallmann
Walter Mallmann (* 19. Juli 1940 in Ney) ist ein deutscher Politiker (CDU) und ehemaliger Bürgerbeauftragter des Landes Rheinland-Pfalz.

## Leben und Beruf
Nach dem Besuch von Volksschule in Herschwiesen und Bundesbahnfachschule in Mayen besuchte Mallmann die Verwaltungsschule in Koblenz. Im Jahr 1954 schloss er seine Ausbildung zum mittleren Beamtendienst bei der Deutschen Bundesbahn als Obersekretär ab. Im Jahr 1971 erfolgte der Eintritt in die Kreisverwaltung des Rhein-Hunsrück-Kreises und eine Ausbildung zum gehobenen Dienst.

## Partei
Von 1965 bis 1969 war Vorsitzender der JU Simmern und von 1969 bis 1977 CDU-Vorsitzender in Simmern. Von 1977 bis 1986 war er Vorsitzender des CDU-Kreisverbands Rhein-Hunsrück. Er gehörte als Mitglied dem CDU-Bezirksvorstand Koblenz-Montabaur an.

## Öffentliche Ämter

### Landtag Rheinland-Pfalz
Mallmann wurde zum ersten Mal bei der Landtagswahl 1975 in den Rheinland-Pfälzischen Landtag gewählt und gehörte diesem in drei Wahlperioden vom 20. Mai 1975 bis zur Niederlegung seines Mandates am 31. Dezember 1986 an. In der 8. Wahlperiode war er Mitglied im Ausschuss für Landwirtschaft, Weinbau und Umwelt, dem Innenausschuss und dem Petitionsausschuss. In der 9. Wahlperiode war er ab 6. Dezember 1981 Vorsitzender des Petitionsausschusses. Als Mitglied gehörte er dem Ausschuss für Wirtschaft und Verkehr, dem Innenausschuss und der Strafvollzugskommission an. In der 10. Wahlperiode übte er weiterhin die Funktion als Vorsitzender des Petitionsausschusses aus und war als Mitglied im Ausschuss für Wirtschaft und Verkehr, in der Strafvollzugskommission und im Untersuchungsausschuss „Strafsache Kanter“ tätig.

### Bürgerbeauftragter Rheinland-Pfalz
Nach dem Ausscheiden aus dem Landtag wurde er zum 1. Januar 1987 Bürgerbeauftragter des Landes Rheinland-Pfalz. Dieses Amt übte er bis 1994 aus.

### Kommunale Funktionen
Von 1969 bis 1986 war er Mitglied und seit 1974 Fraktionsvorsitzender im Stadtrat Simmern. Bei den Kommunalwahlen 1979 und 1984 wurde er in den Kreistag des Rhein-Hunsrück-Kreises gewählt. Diesem gehörte er bis 1986 an.
Von 1999 bis 2014 war er ehrenamtlicher Stadtbürgermeister von St. Goar. Von 2014 bis 2019 war er Erster Beigeordneter von St. Goar.

## Ehrungen
- Bundesverdienstkreuz am Bande (1983)
- Bundesverdienstkreuz Erster Klasse (1988)
- Freiherr-vom-Stein-Plakette (1986)
- Paul Harris Fellow von Rotary International (1994)
- Großes Verdienstkreuz des Verdienstordens der Bundesrepublik Deutschland (2014)[2]

## Sonstiges Engagement
Von 1955 bis 1972 war Mallmann Mitglied der Gewerkschaft Deutscher Bundesbahnbeamter (GDBA). In den Jahren 1986 bis 1995 Präsidiumsmitglied des Internationalen Volkssportverbands (IVV) und von 1987 bis 1995 Präsident und seit 1995 Ehrenpräsident des Deutschen Volkssportverbands (DVV). Im Jahr 2001 wurde er Vorsitzender des Fördervereins Krankenhaus St. Goar, 2002 Gründungspräsident des Weinkonvents zum Heiligen Goar in St. Goar und 2005 Vorsitzender der Wanderfreunde Rheinfels St. Goar.

## Veröffentlichungen
- Im Dienst der Bürger: Zwanzig Jahre Bürgerbeauftragter in Rheinland-Pfalz. WVT Wissenschaftlicher Verlag, Trier 1994. ISBN 3-884-76107-2
- Der Maler Peter Paul Müller-Werlau. Internationaler Hansenorden zu St. Goar am Rhein e. V., St. Goar 2011. ISBN 978-3-0003-3247-0
- St. Goar 1945. Zwei Wochen im März. Chronologischer Bericht über die letzten Kriegstage des Jahres 1945 in St. Goar. Internationaler Hansenorden zu St. Goar am Rhein e. V., St. Gora 2015. ISBN 978-3-0004-7915-1